# روث بيرمان هاريس
روث بيرمان هاريس (بالإنجليزية: Ruth Berman Harris)‏ هي ملحنة أمريكية، ولدت في 3 نوفمبر 1916 في نيو هيفن في الولايات المتحدة، وتوفيت في 23 أبريل 2013 في بيوريا في الولايات المتحدة.

## وصلات خارجية
- روث بيرمان هاريس على موقع ميوزك برينز (الإنجليزية)
- روث بيرمان هاريس على موقع أول ميوزيك (الإنجليزية)
- روث بيرمان هاريس على موقع ديسكوغز (الإنجليزية)